# Beloha
Beloha è una città e comune del Madagascar situato nel distretto di Beloha, regione di Androy. È il capoluogo dell'omonimo distretto.
La popolazione del comune rilevata nel 2001 era pari a 25 000 unità.